# 聖多默隱修院

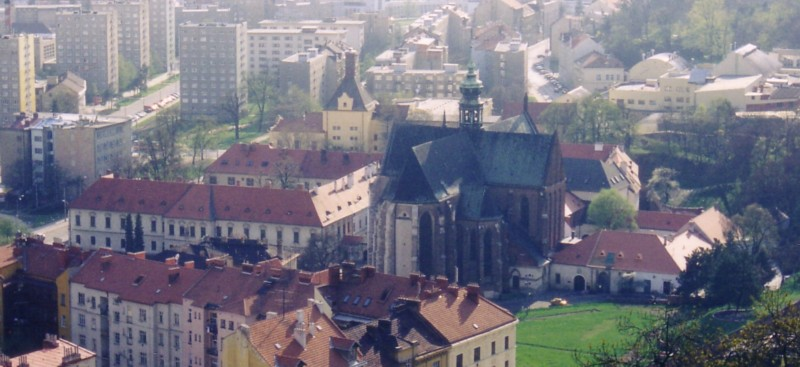

聖多默隱修院（捷克語：Starobrněnský klášter）是位於捷克布爾諾的一座教堂。生物學家、遺傳學家孟德爾曾在這裡工作，他在1856年至1863年期間在修道院的花園進行了著名的豌豆實驗。發現了遺傳定律。現在修道院內設有孟德爾博物館。